# Nati nel 1992/Novembre
| Questa pagina contiene informazioni ricavate automaticamente dalle voci biografiche con l'ausilio del template Bio e di un bot. L'aggiornamento è periodico e automatico e ricostruisce completamente la pagina. Se manca una persona in questa lista, sei pregato di non aggiungerla, ma accertati piuttosto che la sua voce biografica contenga il template Bio e che i dati anagrafici siano correttamente compilati. Se il template Bio manca, inseriscilo tu stesso o, in alternativa, metti l'avviso {{tmp\|Bio}} che ne segnala la mancanza. Se i dati riportati sono sbagliati, correggi direttamente la voce biografica; le modifiche saranno visibili in questa lista entro pochi giorni. Per chiarimenti vedi il progetto biografie. La lista contiene solo le 424 persone che sono citate nell'enciclopedia e per le quali è stato implementato correttamente il template Bio. Pagina aggiornata al 18 ago 2025. |

- 1º novembre - Gbenga Arokoyo, allenatore di calcio e ex calciatore nigeriano
- 1º novembre - Leonel Bontempo, calciatore argentino
- 1º novembre - Semaj Christon, cestista statunitense
- 1º novembre - Mohammad Javad Ebrahimi, lottatore iraniano
- 1º novembre - Johanna Elsig, ex calciatrice tedesca
- 1º novembre - Sigala, disc jockey e produttore discografico britannico
- 1º novembre - Leke James, calciatore nigeriano
- 1º novembre - Filip Kostić, calciatore serbo
- 1º novembre - Vladimir Morozov, ex pattinatore artistico su ghiaccio russo
- 1º novembre - Marco Moscati, calciatore italiano
- 1º novembre - Karen Muradyan, calciatore armeno
- 1º novembre - Jefferson Poirot, rugbista a 15 francese
- 1º novembre - Artëm Ščadin, calciatore russo
- 2 novembre - Mitchell Beal, pallavolista statunitense
- 2 novembre - Sergiu Buș, calciatore rumeno
- 2 novembre - Thierry Chenal, ex biatleta italiano
- 2 novembre - Christine Clark, ex cestista statunitense
- 2 novembre - Corey Clement, giocatore di football americano statunitense
- 2 novembre - Slavko Damjanović, calciatore montenegrino
- 2 novembre - Vlatko Drobarov, calciatore macedone
- 2 novembre - James Farr, cestista statunitense
- 2 novembre - Lizzie Freeman, doppiatrice statunitense
- 2 novembre - Marlon López, calciatore nicaraguense
- 2 novembre - Rémi Mulumba, calciatore francese
- 2 novembre - Nicolás Méndez, pallavolista argentino
- 2 novembre - Robin Ngalande, calciatore malawiano
- 2 novembre - Jordi Tixier, pilota motociclistico francese
- 3 novembre - Joel Allansson, calciatore svedese
- 3 novembre - Julius Biada, calciatore tedesco
- 3 novembre - Delara Burkhardt, politica tedesca
- 3 novembre - Joseph Clarke, canoista britannico
- 3 novembre - Steffi Kriegerstein, canoista tedesca
- 3 novembre - Donovan Léon, calciatore francese
- 3 novembre - Stevie May, calciatore scozzese
- 3 novembre - Jamie McDell, cantautrice neozelandese
- 3 novembre - Willi Orbán, calciatore tedesco
- 3 novembre - Simone Rossi, pallanuotista italiano
- 3 novembre - Mile Savković, calciatore serbo
- 3 novembre - Valerija Solov'ëva, ex tennista russa
- 3 novembre - Panagiōtīs Symelidīs, calciatore greco
- 3 novembre - Ugonna Uzochukwu, ex calciatore nigeriano
- 3 novembre - Billy Vunipola, rugbista a 15 australiano
- 3 novembre - Anrune Weyers, atleta paralimpica sudafricana
- 4 novembre - Saïda Akherraze, ex calciatrice francese
- 4 novembre - Johnny Dee, cestista statunitense
- 4 novembre - Celine van Duijn, tuffatrice olandese
- 4 novembre - Milad Intezar, calciatore afghano
- 4 novembre - Emrah Karaduman, cantautore turco
- 4 novembre - Jozef Kovalík, tennista slovacco
- 4 novembre - Luís Machado, calciatore portoghese
- 4 novembre - Kiana Madeira, attrice canadese
- 4 novembre - Amine Oudrhiri, calciatore francese
- 4 novembre - Sandra Paños, calciatrice spagnola
- 4 novembre - Lera Abova, modella e attrice russa
- 4 novembre - Cican Stanković, calciatore serbo
- 4 novembre - Vanessa Stefanello, calciatrice italiana
- 4 novembre - Jasha Sütterlin, ciclista su strada tedesco
- 4 novembre - Luca Tosi, calciatore sammarinese
- 4 novembre - Carlos Verona, ciclista su strada spagnolo
- 4 novembre - Julian Wießmeier, calciatore tedesco
- 5 novembre - Odell Beckham Jr., giocatore di football americano statunitense
- 5 novembre - Giulio Dressino, canoista italiano
- 5 novembre - Rade Dugalić, calciatore serbo
- 5 novembre - Yihun Endashew, calciatore etiope
- 5 novembre - Lee Da-in, attrice sudcoreana
- 5 novembre - Javon McCrea, cestista statunitense
- 5 novembre - Magomed Ozdoev, calciatore russo
- 5 novembre - Marco Verratti, calciatore italiano
- 5 novembre - Mustafa Yılmaz, scacchista turco
- 6 novembre - Rebecca Allen, cestista australiana
- 6 novembre - Robert Aramayo, attore britannico
- 6 novembre - Natalina Capoferri, discobola italiana
- 6 novembre - Jorge Cubero, ex ciclista su strada spagnolo
- 6 novembre - Yara Khoury-Mikhael, modella libanese
- 6 novembre - Alex Erickson, giocatore di football americano statunitense
- 6 novembre - Sjoerd van Ginneken, ex ciclista su strada olandese
- 6 novembre - Paula Kania, tennista polacca
- 6 novembre - Yura, cantante e attrice sudcoreana
- 6 novembre - Serghei Marghiev, martellista moldavo
- 6 novembre - Megan Meier, statunitense († 2006)
- 6 novembre - Stefan Ortega, calciatore tedesco
- 6 novembre - Fabricio Pedrozo, calciatore argentino
- 6 novembre - Simon Pellaud, ciclista su strada svizzero
- 6 novembre - Michael Pierce, ex giocatore di football americano statunitense
- 6 novembre - Álex Portillo, calciatore spagnolo
- 6 novembre - Aldo Rocha, calciatore messicano
- 6 novembre - Allan Smith, altista britannico
- 6 novembre - Linus Straßer, sciatore alpino tedesco
- 7 novembre - Joseph Baffoe, calciatore svedese
- 7 novembre - Sebastian Bauer, calciatore austriaco
- 7 novembre - Maddalena Cettolin, calciatrice italiana
- 7 novembre - Mary Chieffo, attrice statunitense
- 7 novembre - Jürgen Damm, calciatore messicano
- 7 novembre - Laurens De Bock, calciatore belga
- 7 novembre - Mia Dimšić, cantante croata
- 7 novembre - Aubrey Kate, attrice pornografica statunitense
- 7 novembre - Andrea Londo, attrice statunitense
- 7 novembre - Clinton Mata, calciatore belga
- 7 novembre - Nacho Montes, attore spagnolo
- 7 novembre - Jerry Ortíz, calciatore colombiano
- 7 novembre - Agnès Raharolahy, velocista francese
- 7 novembre - Samuel Şahin-Radlinger, calciatore austriaco
- 7 novembre - Pavel Trichičev, sciatore alpino russo
- 7 novembre - Michelle Veintimilla, attrice statunitense
- 7 novembre - Derek Watt, ex giocatore di football americano statunitense
- 7 novembre - Goran Zakarić, calciatore bosniaco
- 7 novembre - Maksym Žyčykov, calciatore ucraino
- 8 novembre - Faissal El Bakhtaoui, calciatore francese
- 8 novembre - Giuseppe Gerratana, siepista italiano
- 8 novembre - Rohan Ince, calciatore montserratiano
- 8 novembre - Cristina Iovu, sollevatrice moldava
- 8 novembre - Jean-Maxime Ndongo, calciatore camerunese
- 8 novembre - Adam Smith, cestista statunitense
- 8 novembre - Jordan Tolbert, cestista statunitense
- 8 novembre - Christophe Vincent, calciatore francese
- 9 novembre - Marko Bencun, ex calciatore croato
- 9 novembre - Will Davis, cestista statunitense
- 9 novembre - Paulinho, calciatore portoghese
- 9 novembre - Grégoire Jacq, tennista francese
- 9 novembre - Yuval Jakobovich, ex calciatore israeliano
- 9 novembre - Abel Khaled, ex calciatore francese
- 9 novembre - Matteo Marcenaro, arbitro di calcio italiano
- 9 novembre - Nooralotta Neziri, ostacolista finlandese
- 9 novembre - Jordan Nkololo, ex calciatore francese
- 9 novembre - Noemi Schiraldi, militare italiana
- 9 novembre - Rómulo Otero, calciatore venezuelano
- 9 novembre - Noriyoshi Sakai, calciatore giapponese
- 9 novembre - Sébastien Toutant, ex snowboarder canadese
- 9 novembre - Artem Ščedryj, calciatore ucraino
- 10 novembre - Andressa Alves da Silva, calciatrice brasiliana
- 10 novembre - Anne Dsane Andersen, canottiera danese
- 10 novembre - Borna Barišić, calciatore croato
- 10 novembre - Enrico Berrè, schermidore italiano
- 10 novembre - Mackenzie Blackburn, ex pattinatore di short track canadese
- 10 novembre - Maéva Clémaron, calciatrice francese
- 10 novembre - Carlos Dalcin, giocatore di calcio a 5 brasiliano
- 10 novembre - Haley Eckerman, pallavolista statunitense
- 10 novembre - Štefan Gerec, calciatore slovacco
- 10 novembre - Micha Hancock, pallavolista statunitense
- 10 novembre - Gideon Kipketer, maratoneta e mezzofondista keniota
- 10 novembre - Jessica Macaulay, tuffatrice britannica
- 10 novembre - Chiemezie Mbah, ex calciatore nigeriano
- 10 novembre - Nicolás Milesi, calciatore uruguaiano
- 10 novembre - Gevaro Nepomuceno, calciatore olandese
- 10 novembre - Mattia Perin, calciatore italiano
- 10 novembre - Dimitri Petratos, calciatore australiano
- 10 novembre - Mayke, calciatore brasiliano
- 10 novembre - Peyton Royce, wrestler australiana
- 10 novembre - Ulrik Saltnes, calciatore norvegese
- 10 novembre - Zahra Tatar, martellista algerina
- 10 novembre - Maksim Valadz'ko, calciatore bielorusso
- 10 novembre - Rafał Wolski, calciatore polacco
- 10 novembre - Wilfried Zaha, calciatore ivoriano
- 10 novembre - Merve Çağıran, attrice turca
- 11 novembre - Federico Centomo, pallavolista italiano
- 11 novembre - Ashleigh Cummings, attrice australiana
- 11 novembre - Jahor Herasimaŭ, tennista bielorusso
- 11 novembre - Branden Jackson, giocatore di football americano statunitense
- 11 novembre - Vladimir Kovačević, calciatore serbo
- 11 novembre - Teddy Okereafor, cestista britannico
- 11 novembre - Vladimir Rassulov, ex calciatore moldavo
- 11 novembre - Abdul Razak, calciatore ivoriano
- 11 novembre - Clemens Rehbein, cantante e chitarrista tedesco
- 11 novembre - Danniel Thomas-Dodd, pesista giamaicana
- 11 novembre - Sam Thompson, cestista statunitense
- 11 novembre - Erica Vietti, pallavolista italiana
- 12 novembre - Yuber Asprilla, calciatore colombiano
- 12 novembre - Dražen Bagarić, calciatore austriaco
- 12 novembre - Dāvis Bertāns, cestista lettone
- 12 novembre - Henk Bos, ex calciatore olandese
- 12 novembre - Trey Burke, cestista statunitense
- 12 novembre - Natasha Cockram, mezzofondista e maratoneta britannica
- 12 novembre - Oumar Diop, ex calciatore guineano
- 12 novembre - Alessandro Gentile, cestista italiano
- 12 novembre - Kye Song-hyok, calciatore nordcoreano
- 12 novembre - Adam Larsson, hockeista su ghiaccio svedese
- 12 novembre - Chikeluba Ofoedu, calciatore nigeriano
- 12 novembre - Om Chol-song, calciatore nordcoreano
- 12 novembre - Jenna Sativa, attrice pornografica e regista statunitense
- 12 novembre - Pavla Vincourová, pallavolista ceca
- 13 novembre - Jorge Arias, calciatore colombiano
- 13 novembre - Lidia Cereda, calciatrice italiana
- 13 novembre - Danny e Michael Philippou, youtuber, regista e sceneggiatore australiano
- 13 novembre - Daniel Heuer Fernandes, calciatore tedesco
- 13 novembre - Loorents Hertsi, calciatore finlandese
- 13 novembre - Gregory Hofmann, hockeista su ghiaccio svizzero
- 13 novembre - Giuseppe Maggio, attore italiano
- 13 novembre - Shabazz Muhammad, cestista statunitense
- 13 novembre - Bartłomiej Pawłowski, calciatore polacco
- 13 novembre - Ramona Petzelberger, calciatrice tedesca
- 13 novembre - Maksim Podholjuzin, calciatore estone
- 13 novembre - Madelene Sagström, golfista svedese
- 13 novembre - Roland Ugrai, calciatore ungherese
- 13 novembre - Paul Willemse, rugbista a 15 sudafricano
- 14 novembre - Xavi Barroso, hockeista su pista spagnolo
- 14 novembre - Angelo Blackson, giocatore di football americano statunitense
- 14 novembre - Samba Camara, calciatore maliano
- 14 novembre - Laura Dally, ex cestista e allenatrice di pallacanestro canadese
- 14 novembre - Tadhg Furlong, rugbista a 15 irlandese
- 14 novembre - Juan Manuel García, calciatore argentino
- 14 novembre - Dmytro Jančuk, canoista ucraino
- 14 novembre - Alexander Michel Melki, calciatore svedese
- 14 novembre - Akeel Morris, giocatore di baseball statunitense
- 14 novembre - Jamel Morris, cestista statunitense
- 14 novembre - Sidoine Oussou, ex calciatore beninese
- 14 novembre - Eli Tomac, pilota motociclistico statunitense
- 14 novembre - Burak Tozkoparan, attore e musicista turco
- 15 novembre - Sergej Bryzgalov, calciatore russo
- 15 novembre - Dylan Bundy, giocatore di baseball statunitense
- 15 novembre - Onur Ergün, calciatore turco
- 15 novembre - Katherine Espín, modella ecuadoriana
- 15 novembre - Sofia Goggia, sciatrice alpina italiana
- 15 novembre - Pernille Harder, calciatrice danese
- 15 novembre - Alberto Jiménez, calciatore spagnolo
- 15 novembre - Žan Kranjec, sciatore alpino sloveno
- 15 novembre - Jody Lukoki, calciatore congolese (Repubblica Democratica del Congo) († 2022)
- 15 novembre - Himid Mao, calciatore tanzaniano
- 15 novembre - Peangtarn Plipuech, tennista thailandese
- 15 novembre - M.J. Rhett, cestista statunitense
- 15 novembre - Michael Salazar, calciatore statunitense
- 15 novembre - Daniela Seguel, tennista cilena
- 15 novembre - Trevor Story, giocatore di baseball statunitense
- 15 novembre - Walter Viáfara, astista colombiano
- 15 novembre - Kevin Wimmer, calciatore austriaco
- 15 novembre - Bobby Wood, calciatore statunitense
- 16 novembre - Ėmma M, cantante, compositrice e poetessa russa
- 16 novembre - Marcelo Brozović, calciatore croato
- 16 novembre - Trahson Burrell, cestista statunitense
- 16 novembre - Florian David, calciatore francese
- 16 novembre - Johanna Ernst, arrampicatrice austriaca
- 16 novembre - Víctor Fonseca, giocatore di calcio a 5 costaricano
- 16 novembre - Shahin Abdulrahman, calciatore emiratino
- 16 novembre - Alberto Stefani, politico italiano
- 16 novembre - Carolina Zardo, pallavolista italiana
- 17 novembre - Shaquil Barrett, giocatore di football americano statunitense
- 17 novembre - Drewonde Bascome, calciatore bermudiano
- 17 novembre - Enzio Boldewijn, calciatore olandese
- 17 novembre - Musa Çağıran, calciatore turco
- 17 novembre - Damiris Dantas do Amaral, cestista brasiliana
- 17 novembre - Marquis Dendy, lunghista e triplista statunitense
- 17 novembre - Takayoshi Ishihara, calciatore giapponese
- 17 novembre - Katarzyna Kawa, tennista polacca
- 17 novembre - Natasha Morrison, velocista giamaicana
- 17 novembre - Federico Pintos, calciatore uruguaiano
- 17 novembre - Preston Smith, giocatore di football americano statunitense
- 17 novembre - Darian Weiss, attore statunitense
- 17 novembre - Alım Öztürk, calciatore turco
- 18 novembre - Kazembe Abif, ex cestista statunitense
- 18 novembre - Apti Auchadov, sollevatore russo
- 18 novembre - Emanuel Buchmann, ciclista su strada tedesco
- 18 novembre - Queralt Casas, cestista spagnola
- 18 novembre - Vernon De Marco, calciatore argentino
- 18 novembre - Rosita Herreros, calciatrice spagnola
- 18 novembre - Michael Holyfield, cestista statunitense
- 18 novembre - John Karna, attore statunitense
- 18 novembre - Nathan Kress, attore statunitense
- 18 novembre - Hayley Law, attrice e cantante canadese
- 18 novembre - Guilherme Lazaroni, calciatore brasiliano
- 18 novembre - Zach Lofton, cestista statunitense
- 18 novembre - Daniel Lowe, tiratore a segno statunitense
- 18 novembre - Filip Malbašić, calciatore serbo
- 18 novembre - Henry Martín, calciatore messicano
- 18 novembre - Bree Runway, rapper e cantautrice britannica
- 18 novembre - Quincy Miller, cestista statunitense
- 18 novembre - Dia Saba, calciatore israeliano
- 18 novembre - Steven Skrzybski, calciatore tedesco
- 18 novembre - Ken'yū Sugimoto, calciatore giapponese
- 18 novembre - Joe Thuney, giocatore di football americano statunitense
- 19 novembre - Saifeddine Alami, calciatore marocchino
- 19 novembre - Florind Bardulla, calciatore albanese
- 19 novembre - Floriana Bertone, pallavolista italiana
- 19 novembre - Alessandro Campaiola, doppiatore italiano
- 19 novembre - Rodrigo Colombo, calciatore argentino
- 19 novembre - Tevin Falzon, ex cestista e allenatore di pallacanestro statunitense
- 19 novembre - Brandon Frazier, pattinatore artistico su ghiaccio statunitense
- 19 novembre - Rodrigo Izquierdo, calciatore uruguaiano
- 19 novembre - Benardrick McKinney, giocatore di football americano statunitense
- 19 novembre - Kevin Melgar, calciatore panamense
- 19 novembre - Constanza Piccoli, attrice e cantante pop cilena
- 19 novembre - Leandro Rodríguez, calciatore uruguaiano
- 19 novembre - James Tarkowski, calciatore inglese
- 19 novembre - Gianni Vermeersch, ciclista su strada e ciclocrossista belga
- 19 novembre - Tove Styrke, cantautrice, musicista e modella svedese
- 20 novembre - Marc T. Arnold, scacchista statunitense
- 20 novembre - Aditi Chauhan, calciatrice indiana
- 20 novembre - Michael Doughty, ex calciatore gallese
- 20 novembre - Shū Hiramatsu, calciatore giapponese
- 20 novembre - Max Hopfgartner, cestista austriaco
- 20 novembre - Michael Ihiekwe, calciatore inglese
- 20 novembre - Kristiina Mäkelä, triplista finlandese
- 20 novembre - Jenna Prandini, velocista statunitense
- 20 novembre - Amit Quluzadə, ex calciatore azero
- 20 novembre - Ri Thong-il, calciatore nordcoreano
- 20 novembre - Williams Riveros, calciatore paraguaiano
- 20 novembre - Adul Seidi, calciatore guineense
- 20 novembre - Jan Špan, cestista sloveno
- 20 novembre - Frédéric Veseli, calciatore svizzero
- 20 novembre - Juju, rapper tedesca
- 21 novembre - Davido, cantante e produttore discografico nigeriano
- 21 novembre - Jorge Aparicio, calciatore guatemalteco
- 21 novembre - Harry Bunn, calciatore inglese
- 21 novembre - Aleksandar Damčevski, calciatore macedone
- 21 novembre - Nicolas Dougall, ex ciclista su strada sudafricano
- 21 novembre - Price Jarman, pallavolista statunitense
- 21 novembre - Matej Kochan, ex calciatore slovacco
- 21 novembre - Mireia Lalaguna, modella e attrice spagnola
- 21 novembre - Conor Maynard, cantautore e youtuber inglese
- 21 novembre - Wellington Nascimento Carvalho, calciatore brasiliano
- 21 novembre - Yoann Salmier, calciatore francese
- 21 novembre - Rino Sashihara, conduttrice televisiva e produttrice discografica giapponese
- 21 novembre - Mark Tollefsen, ex cestista statunitense
- 22 novembre - Natalie Achonwa, ex cestista e allenatrice di pallacanestro canadese
- 22 novembre - Mohamed Al Ghanodi, calciatore libico
- 22 novembre - Justina Di Stasio, lottatrice canadese
- 22 novembre - Richard Funk, nuotatore canadese
- 22 novembre - Carles Gil, calciatore spagnolo
- 22 novembre - Anthony Hickey, cestista statunitense
- 22 novembre - Tomáš Mikinič, calciatore slovacco
- 22 novembre - Stefan Nastić, ex cestista serbo
- 22 novembre - Maximilian Sax, calciatore austriaco
- 22 novembre - Bryan Smeets, calciatore olandese
- 22 novembre - Mikkel Vestergaard, ex calciatore danese
- 22 novembre - Matías de los Santos, calciatore uruguaiano
- 23 novembre - Juan Agudelo, calciatore colombiano
- 23 novembre - Yuniesky Bouly, ex cestista cubana
- 23 novembre - Sean Brady, artista marziale misto statunitense
- 23 novembre - Miley Cyrus, cantautrice e attrice statunitense
- 23 novembre - Fabián Andrés González Lasso, calciatore colombiano
- 23 novembre - Randy Gregory, giocatore di football americano statunitense
- 23 novembre - Kyle Hart, giocatore di baseball statunitense
- 23 novembre - Gabriel Landeskog, hockeista su ghiaccio svedese
- 23 novembre - Anna Marno, ex sciatrice alpina statunitense
- 23 novembre - Mimi Mercedez, rapper e cantante serba
- 23 novembre - Roi Mishpati, calciatore israeliano
- 23 novembre - Stefan Petković, ex cestista svizzero
- 23 novembre - Ketsada Souksavanh, calciatore laotiano
- 23 novembre - Mychajlo Zvaryč, giocatore di calcio a 5 ucraino
- 24 novembre - Ashante Adonis, wrestler statunitense
- 24 novembre - Tom Boere, calciatore olandese
- 24 novembre - Thomas Carmody, pallavolista statunitense
- 24 novembre - Oliver Dingley, tuffatore britannico
- 24 novembre - Juan Garro, calciatore argentino
- 24 novembre - De'Angelo Henderson, giocatore di football americano statunitense
- 24 novembre - Davron Hoshimov, calciatore uzbeko
- 24 novembre - Tim Knipping, calciatore tedesco
- 24 novembre - Pavel Mjaleška, giavellottista bielorusso
- 24 novembre - Ulysse Ndong, calciatore francese
- 24 novembre - Daan Olivier, ex ciclista su strada olandese
- 24 novembre - Carolin Simon, calciatrice tedesca
- 24 novembre - Assita Touré, ex nuotatrice ivoriana
- 24 novembre - Eugen Zasavitchi, calciatore moldavo
- 25 novembre - Ana Bogdan, tennista rumena
- 25 novembre - Cindy Burger, ex tennista olandese
- 25 novembre - Choe Won, ex calciatore nordcoreano
- 25 novembre - Philippa Coulthard, attrice australiana
- 25 novembre - Ricardo José Araújo Ferreira, ex calciatore canadese
- 25 novembre - Jonathan Gradit, calciatore francese
- 25 novembre - Alexander Michaeletos, attore sudafricano
- 25 novembre - Tamer Seyam, calciatore palestinese
- 25 novembre - Zack Shada, attore e doppiatore statunitense
- 25 novembre - Arryn Siposs, giocatore di football americano australiano
- 25 novembre - Toshiya Takagi, ex calciatore giapponese
- 25 novembre - Mario Šoštarić, pallamanista croato
- 26 novembre - Carolina Aguirre, modella ecuadoriana
- 26 novembre - Albert Bell, calciatore samoano
- 26 novembre - Rosalinda Cannavò, attrice italiana
- 26 novembre - Rafael Carrascal, calciatore colombiano
- 26 novembre - Eyob Faniel, maratoneta e mezzofondista italiano
- 26 novembre - Anuel AA, rapper e cantante portoricano
- 26 novembre - Igor Lambarschi, calciatore moldavo
- 26 novembre - Garrett Nevels, cestista statunitense
- 26 novembre - Lúcio Oliveira, calciatore saotomense
- 26 novembre - Toavina Rambeloson, calciatore malgascio
- 26 novembre - Edwyn Roberts, cantautore, compositore e paroliere italiano
- 26 novembre - Nathaniel Robitaille, giocatore di football americano statunitense
- 26 novembre - Emanuele Suagher, allenatore di calcio e ex calciatore italiano
- 26 novembre - Oskar Sverrisson, calciatore svedese
- 27 novembre - Martino Abela, pallanuotista italiano
- 27 novembre - Ala, cantante polacca
- 27 novembre - Pablo Brägger, ginnasta svizzero
- 27 novembre - Yidiel Contreras, ostacolista spagnolo
- 27 novembre - Jenny Dossi, calciatrice italiana
- 27 novembre - Freddie Kini, calciatore salomonese
- 27 novembre - Alex Neuberger, attore statunitense
- 27 novembre - Park Chan-yeol, cantante, cantautore e attore sudcoreano
- 27 novembre - Christopher Paul, ex giocatore di badminton mauriziano
- 27 novembre - Daniel Petrovic, calciatore austriaco
- 27 novembre - Anja Savcic, attrice bosniaca
- 27 novembre - Philip Scrubb, cestista canadese
- 27 novembre - Tola Szlagowska, cantante, compositrice e attrice polacca
- 27 novembre - Tuli, giocatore di calcio a 5 marocchino
- 27 novembre - Jaylen Watkins, giocatore di football americano statunitense
- 28 novembre - Mathías Acuña, calciatore uruguaiano († 2025)
- 28 novembre - Enrico Bacchin, ex rugbista a 15 italiano
- 28 novembre - Javonte Douglas, cestista statunitense
- 28 novembre - Malick Evouna, calciatore gabonese
- 28 novembre - Adam Hicks, attore statunitense
- 28 novembre - Geoffrey Kamworor, maratoneta e mezzofondista keniota
- 28 novembre - Jarvis Landry, giocatore di football americano statunitense
- 28 novembre - Matthew Lister, ex canoista e modello britannico
- 28 novembre - Agustín Miranda, calciatore uruguaiano
- 28 novembre - Lalthuammawia Ralte, calciatore indiano
- 28 novembre - Emilia Schüle, attrice e doppiatrice tedesca
- 29 novembre - Kim Cheol-min, pattinatore di velocità su ghiaccio e pattinatore di short track sudcoreano
- 29 novembre - Szczepan Kupczak, combinatista nordico polacco
- 29 novembre - Tanart Sathienthirakul, pilota automobilistico thailandese
- 30 novembre - Mahmoud Al-Mawas, calciatore siriano
- 30 novembre - Éver Alvarado, calciatore honduregno
- 30 novembre - An Song-il, calciatore nordcoreano
- 30 novembre - Lola Bessis, attrice, regista e sceneggiatrice francese
- 30 novembre - Abzal Beýsebekov, calciatore kazako
- 30 novembre - Samuel Costa, ex combinatista nordico italiano
- 30 novembre - Koffi Djidji, calciatore francese
- 30 novembre - Amaury Escoto, calciatore messicano
- 30 novembre - Umar Eshmurodov, calciatore uzbeko
- 30 novembre - Oka Giner, attrice e modella messicana
- 30 novembre - Doran Grant, ex giocatore di football americano statunitense
- 30 novembre - Manabu Ishibashi, ciclista su strada giapponese
- 30 novembre - Rodrick Kabwe, calciatore zambiano
- 30 novembre - Samson Lee, rugbista a 15 britannico
- 30 novembre - Braxton Miller, giocatore di football americano statunitense
- 30 novembre - Darko Pešić, multiplista montenegrino
- 30 novembre - Régis Augusto Salmazzo, calciatore brasiliano
- 30 novembre - Massimo Pericolo, rapper italiano